# Zsolt Borkai
Zsolt Borkai (* 31. srpna 1965, Győr) je bývalý maďarský gymnasta a politik. Na olympijských hrách v Soulu roku 1988 vyhrál disciplínu kůň našíř (o medaili se dělil se Sovětem Dmitrijem Bilozerčevem a Bulharem Ljubomirem Geraskovem). V koni našíř se stal roku 1987 též mistrem světa. Ze světového šampionátu v tom roce má i jeden bronz, z hrazdy. Po skončení závodní kariéry se začal věnovat sportovnímu funkcionářství a politice v barvách strany Fidesz. V letech 2006 až 2019 byl starostou Győru. V letech 2010 až 2014 byl poslancem maďarského parlamentu. V letech 2010 až 2017 byl předsedou Maďarského olympijského výboru. 21. října 2019 byl z Maďarského olympijského výboru vyloučen, kvůli své sexuální aféře. Ta vypukla krátce před maďarskými místními volbami v roce 2019, kdy anonymní bloger zveřejnil video, ve kterém se Borkai účastní sexuálních orgií na jachtě v Jaderském moři. Ze záběrů se navíc dalo odvodit, že během orgií se užívaly drogy. Následné příspěvky na stejném blogu tvrdily, že tento typ orgií a užívání kokainu byly pro Borkaie běžnou rutinou, a navíc ho obviňovaly z korupčního jednání, k čemuž mělo poukazovat i to, že na záběrech byl vidět starostův právník, kterého maďarská opoziční média viní z korupce v otázce prodeje pozemků společnosti Audi v Györu. V reakci na to Borkai přiznal, že byl přítomen události na jachtě a omluvil se za své chování, nicméně popřel korupci a užívání drog. Přestože se mu podařilo být znovu zvolen v místních volbách v roce 2019, dva dny po svém znovuzvolení oznámil, že opouští stranu Fidesz, aby neohrozil její výsledky v celostátních volbách. Uvedl, že chce pokračovat ve své práci starosty Győru jako nezávislý. Necelý měsíc na to však oznámil rezignaci i na funkci starosty. Z korupčních obvinění ho policie očistila roku 2022.